# Бродец (Тетово)
Бродец (мкд. Бродец) је насеље у Северној Македонији, у северозападном делу државе. Бродец припада општини Тетово.

## Географија
Насеље Бродец је смештено у крајње северозападном делу Северне Македоније, близу државне границе са Србијом (5 km удаљености). Од најближег већег града, Тетова, насеље је удаљено 16 km северозападно.
Бродец се налази у доњем делу историјске области Полог. Насеље је положено у високо положеној долини речице Тетовске пене, подно највиших врхова Шар-планине. Западно од насеља се издиже главно било Шар-планине. Надморска висина насеља је приближно 1.060 метара.
Клима у насељу је планинска због знатне надморске висине.

## Становништво
Бродец је према последњем попису из 2002. године имао 1.136 становника.
Претежно становништво у насељу су Албанци (100%).
Већинска вероисповест је ислам.